# أجسام SSA/Ro المضادة الذاتية

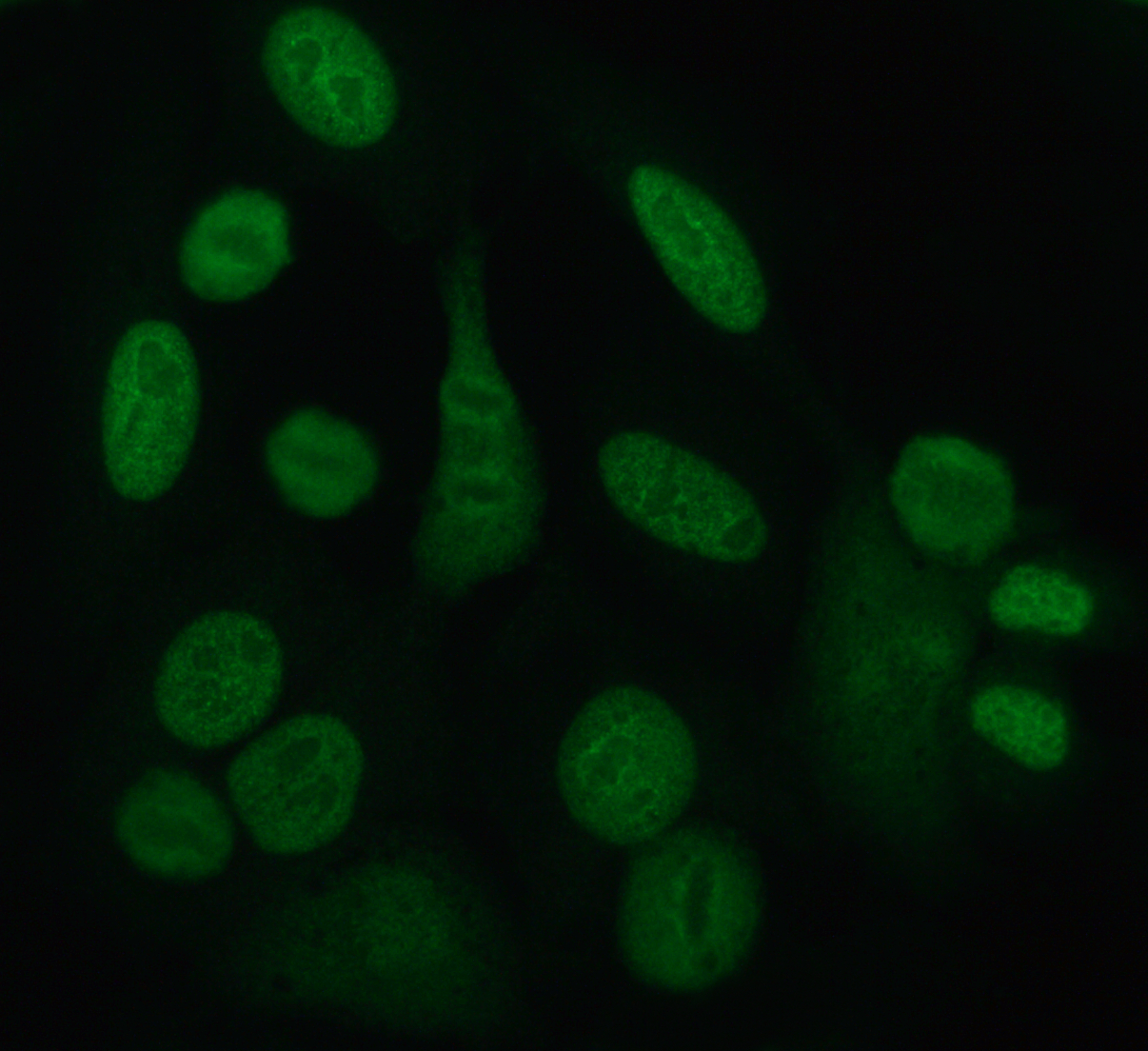
نمط التألق المناعي للأجسام المضادة SS-A وSS-B. يتم إنتاجه باستخدام مصل من مريض على خلايا HEp-20-10 مع اقتران FITC.

الأجسام المضادة الذاتية (تعرف أيضًا باسم الأجسام المضادة المرتبطة بمتلازمة جوغرن)، هي نوع من الأجسام المضادة الذاتية المضادة للنواة والتي ترتبط بالعديد من أمراض المناعة الذاتية، مثل الذئبة الحمامية الجهازية، والذئبة الحمامية الجلدية تحت الحادة، والتليف الصفراوي البدئي، وغالبًا ما تكون هذه الأضداد موجودة في متلازمة جوغرن، ويمكن العثور على هذه الأضداد أيضًا في أمراض مناعة ذاتية أخرى مثل التصلب الجهازي والتهاب العضلات والتهاب الجلد والعضلات والتهاب المفاصل الرثياني وأمراض النسج الضامة، وقد ترتبط أيضًا مع اللانظميات القلبية.

## تاريخ الاكتشاف
اكتشف مختبران منفصلان في وقت واحد الأجسام المضادة الذاتية في دم مرضى العديد من أمراض المناعة الذاتية في عام 1969. أطلق كلارك وزملاؤه على هذه الأجسام المضادة اسم Ro، في حين أطلق عليها ألسبوغ وتاناند اسم SSA، وعندما وجد الباحثون أن المصطلحين يصفان نفس الأجسام المضادة أطلقوا عليها الاسم المركب: Anti-SSA / Ro أو Anti-Ro / SSA.
تجدر الإشارة هنا إلى أن كلارك أطلق على هذه الأجسام المضادة اسم Ro في عام 1969 على اسم المريض الذي استخرجت الأجسام المضادة منه لأول مرة.

## طرق الكشف
تعتبر طرق القياس المناعي هي الأكثر استخدامًا حاليًا للكشف عن الأجسام المضادة الذاتية وقياس مستوياتها في دم المريض.
يصعب اكتشاف الأجسام المضادة الذاتية عن طريق الاختبارات التقليدية. يُعزى انخفاض قابليتها للاكتشاف إلى عدة عوامل منها: تتميز هذه الأجسام المضادة بأنها سلبية الترسيب وتفتقر إلى أنماط ومضان خاصة مثل تلك الموجودة عند الأجسام المضادة للنواة (ANA)، بالإضافة لذلك تتميز بأن لها أثرًا منخفضًا خلال القياسات المناعية، ويمكن للأجسام المضادة الأخرى أن تخفي أثرها خلال الاختبارات التقليدية.

## الآلية
يمكن أن تستهدف الأجسام المضادة الذاتية بروتينات خاصة على سطح الخلية، مع وجود أدلة على أن أنماط خاصة من الأجسام المضادة الذاتية يمكن أن تدخل الخلية وتؤثر عليها.
لا تزال الآلية التي تحفز من خلالها الأجسام المضادة الذاتية أمراض المناعة الذاتية قيد الدراسة حتى الآن، ومن العوامل التي يُعتقد أنها تحفز حدوث هذه الأمراض: العدوى الفيروسية، والعلاج بالأدوية المضادة للأورام، وعملية الموت الخلوي، والتعرض للأشعة فوق البنفسجية. تنتج الأجسام المضادة الذاتية في سيتوبلازما الخلايا في طبقة البشرة من الجلد بعد التعرض للأشعة فوق البنفسجية، وتنظم بشكل كامل على غلاف الخلية.
ترتبط جينات معينة بوجود الأجسام المضادة الذاتية من خلال تأثير أجزاء خاصة من معقد التوافق النسيجي للإنسان، وتلعب الخلايا التائية دورًا في تكوين الأجسام المضادة الذاتية بسبب العلاقة المتبادلة بين الخلايا التائية ومعقد التوافق النسيجي البشري.

## الأجسام المضادة الذاتية عند مرضى الذئبة الحمامية الجهازية
عُثر على الأجسام المضادة الذاتية عند 40 – 90% من مرضى الذئبة الحمامية الجهازية التقليدية، ويمكن اكتشاف هذه الأجسام المضادة قبل سنوات من ظهور أعراض مرض الذئبة الحمامية الجهازية، ما يجعلها أداة تشخيصية فعالة.
ترتبط المستويات العالية من الأجسام المضادة الذاتية عند مرضى الذئبة الحمامية الجهازية بزيادة أعراض الحساسية للضوء والتهاب الأوعية والاضطرابات الدموية، ولوحظ أيضًا أن مستويات الأجسام المضادة الذاتية مرتفعة توجد بشكل شائع عند مرضى الذئبة الحمامية الجلدية وهي فرع من الذئبة الحمامية الجهازية.
يرتبط وجود الأجسام المضادة الذاتية عند النساء الحوامل المصابات بالذئبة الحمامية الجهازية بزيادة خطر إصابة الجنين بالذئبة الحمامية الوليدية والتي يمكن أن تكون مترافقة مع حصار قلب خلقي عند الجنين، لكن الأعراض المرتبطة بالذئبة الحمامية الجهازية تختفي عند الوليد خلال 6 أشهر عادة عندما تزول الأجسام المضادة الذاتية من دم الطفل.